# Национални парк Лубеке
Национални парк Лубеке је национални парк који се налази у североисточном делу Камеруна у Молондоу дистрикту у Источној провинцији. Стациониран је у басену реке Конго, док се на истоку граничи са реком Санга, која служи као граница између Камеруна, Централноафричке Републике и Републике Конго. Северозападно од парка налази се Бонго Бек национални парк.
Концефенција министара шума Централне афричке комисије за шуму одлучила је да успостави три заштићена подручја око слива реке Конго дносно Џанга Шанга специјални резерват природе у Централноафричкој Републици, Нуабл национални парк у Конгу и Лубеке национални парка у Камеруну.

## Историјат
Године 1991. Светска фондација за природу извршила је биолошку процену подручја и препоручила њену заштиту, препоручујући проширење неискоришћених 40.000 хектара како би заштићено подручје било још веће.
У октобру 1999. године Лубеке је постао национални парк. Исте године потписана је декларација о стварању три заштићена подручја, односно резервата природе Џанга Шанга у Централноафричкој Републици, Нуабл националног парка у Републици Конго и Националног парка Лубеке у Камеруну. Са сва три парка руководи Централна афричка комисија за шуме, финансирана од стране међународних група за заштиту дивљих животиња као што су Светска фондација за природу, немачка корпорација за техничку сарадњу и Друштво за заштиту дивљих животиња. Од 18. априла 2006. године Национални парк Лубеке налази се на списку предлога за УНЕСКО Светску баштину.

## Географија
Лубеке се налази у Молондоу дистрикту у департменту Бумба и Нгоко. Област Молондоу је описана као једна од најбогатијих подручја Африке, јер су у тој области налази фабрика за производњу гума. Парк је стациониран близу границе са Републиком Конго и Централноафричком Републиком, а у његовој непосредној близини налази се још два заштићена подручја. Површине је 2178 km² и налази се на надморској висини између 350 и 750 м. На простору парка налази се више од дванаест савана. Годишње на простору националног парка падне 1400 мм кише, а сушна сезоне је од децембра до фебруара.
Велики шумски појас има земљиште богато различитим минералима. Лубеке је дом многих етничих група укључујући народ Бака, Банту и Бангандо.

## Флора и фауна
Лубеке је претежно полу-зимзелена шума, али ипак већи део предела парка нису пописани по врстама. Шуму карактерише огромна разноврсност биљака. Најраспрострањеније биљке укључују Sterculiaceae (Triplochiton, Pterygota), Ceiba pentandra и Terminalia superba. У парку су такође настањене Marantaceae и Zingiberaceae Ebenaceae и Annonaceae. На простору парка постоји више од 300 врста биљака.
Од животиња, у парку је настањен шумски слон и западно низијска горила, Лубеке представља њихово најгушће насељено станиште у читавој Африци. Друге животиње укључују примате као што су шимпанзе, гориле, леопарде, као и десет врста шумских копитара. Поред сисара, по попису парк настањује 215 врста лептира, 134 врсте риба, 18 врста гмизаваца и 16 врста водоземаца.
Лубеке представља битну регију за птичији свет. Преко 300 врста птица је пописано на овом подручју, укључујући врсте Treron calvus, Buceros rhinoceros, Chrysococcyx flavigularis, Otus icterorhynchus и Halcyon badia.

## Заштита средине
Због близине Лубека са Републиком Конго и Централноафричком Републиком, парк је део иницијативе за заштиту животне средине, која обухвата специјални природни резерват Џанга Шанга и национални парк Нуабл. На простору парка постоје извиђачки торњи за надгледање од стране чувара и за посетиоце парка, а висине су 5 m.
Због експлатације дрва и лова парку прети опасност од нестајања појединих врста. Велики проблем представља илегални лов на птице, а сваке године улови се хиљаде сивих папагаја који се илегално извозе из земље. Чак и када је Влада Камеруна 1997. године забранила извоз птица, многе птице су и даље ловљене и незаконито продаване.
Већина локалног становништа чији је број у порасту зависи од локалних ресурса са простора парка.

## Галерија
- Пантер фотографисан у парку
- Шампињон из парка
- Змија випера у парку
- Бизони у парку